# Драган Ганна Костянтинівна
Ганна Костянтинівна Бодак (нар. 3 березня 1903, Піттсбург, США — пом. 8 грудня 1986, Борислав Львівської області), у шлюбі Драган — українська лемківська співачка.

## Життєпис

Могила Анни Драган на Тустанівському цвинтарі у м.Борислав

Народилася у Піттсбурзі (США). Батько — Костянтин Бодак з Вапенного, мати — Марія Грабаня з Розділля. 1911 року родина повернулася на Лемківщину до села Розділля біля Горлиць (нині Польща). На кошти, зароблені в США, придбали велике господарство.
12 вересня 1914-го, після початку Першої світової війни австрійська влада ув'язнює батька Ганни Костянтина у концтаборі Талергоф (його було звільнено 1917 року), а сім'ю 1915 року після Горлицької операції було інтерновано до Києва, а потім до Ростова (1915–1921).
Закінчила 4 класи Маріїнської гімназії у Таганрозі, навчалася на курсах бухгалтерів та машиністок, короткий час працювала у профспілковій організації.
1921 — родина внаслідок кількамісячної подорожі повернулася на Лемківщину.
Восени 1922 року одружилася з Драганом Іваном Федоровичем (1882—1955). Чоловік також повернувся з США, де працював на вугільних шахтах і заробив велику суму грошей, на котрі родина завела у Розділлю велике господарство, мали корчму та тартак. Івана було обрано війтом села, а Ганну — писаркою.
Співала змалку. Дорослою була першою співачкою на вечорницях, народних фестивалях, у гуртках художньої самодіяльності. Особливо розвинула талант народної співачки після повернення з Росії, де навчилася російських і українських пісень.
Після примусового переселення лемків з Лемківщини (1945) проживала зі сім'єю у с. Рівне біля Новоукраїнки (Кіровоградська область), пізніше — с. Вигода (Одеська область), звідки врешті 1946 року переїхала до Борислава.
Дуже сумувала з того приводу, що лемки в Україні почали втрачати свої етнографічні особливості, стали забувати лемківські пісні та традиції. 1970 року фольклорист Михайло Дзіндзьо записав від неї низку текстів весільних пісень для праці «В Розділлю на весіллю».
Потім ці записи доповнив Ярослав Бодак. Всього від Анни Драган було записано понад 600 пісень, в основному лемківських (весільних — 249, балад — 32, парубоцьких — 35, ліричних — 107, авторських — 6 та інших), що мають велику цінність як джерело пісенного мистецтва лемків.
Померла 8 грудня 1986-го року у Бориславі. Похована на цвинтарі у Тустановичах (поблизу Борислава), неподалік дерев'яної Церкви Перенесення мощів святого Миколи [Архівовано 20 лютого 2017 у Wayback Machine.] та автотраси Борислав-Трускавець.